# Кейнен (Коннектикут)
Кейнен (англ. Canaan) — місто (англ. town) в США, в окрузі Лічфілд штату Коннектикут. Населення — 1080 осіб (2020).

## Демографія
Згідно з переписом 2010 року, у місті мешкали 1234 особи в 583 домогосподарствах у складі 314 родин. Було 779 помешкань
Расовий склад населення:
| - 97,6 % — білих - 0,6 % — чорних або афроамериканців - 0,2 % — азіатів - 0,1 % — вихідців з тихоокеанських островів - 0,1 % — корінних американців |

До двох чи більше рас належало 1,3 %. Частка іспаномовних становила 1,5 % від усіх жителів.
За віковим діапазоном населення розподілялося таким чином: 17,4 % — особи молодші 18 років, 58,2 % — особи у віці 18—64 років, 24,4 % — особи у віці 65 років та старші. Медіана віку мешканця становила 49,7 року. На 100 осіб жіночої статі у місті припадало 92,5 чоловіків;  на 100 жінок у віці від 18 років та старших — 91,2 чоловіків також старших 18 років.
Середній дохід на одне домашнє господарство  становив 118 537 доларів США (медіана — 77 417), а середній дохід на одну сім'ю — 135 457 доларів (медіана — 95 357). Медіана доходів становила 56 250 доларів для чоловіків та 49 886 доларів для жінок. За межею бідності перебувало 4,1 % осіб, у тому числі 1,2 % дітей у віці до 18 років та 1,1 % осіб у віці 65 років та старших.
Цивільне працевлаштоване населення становило 695 осіб. Основні галузі зайнятості: науковці, спеціалісти, менеджери — 18,6 %, освіта, охорона здоров'я та соціальна допомога — 18,0 %, будівництво — 13,7 %, виробництво — 11,4 %.